# Relógio de tempo real

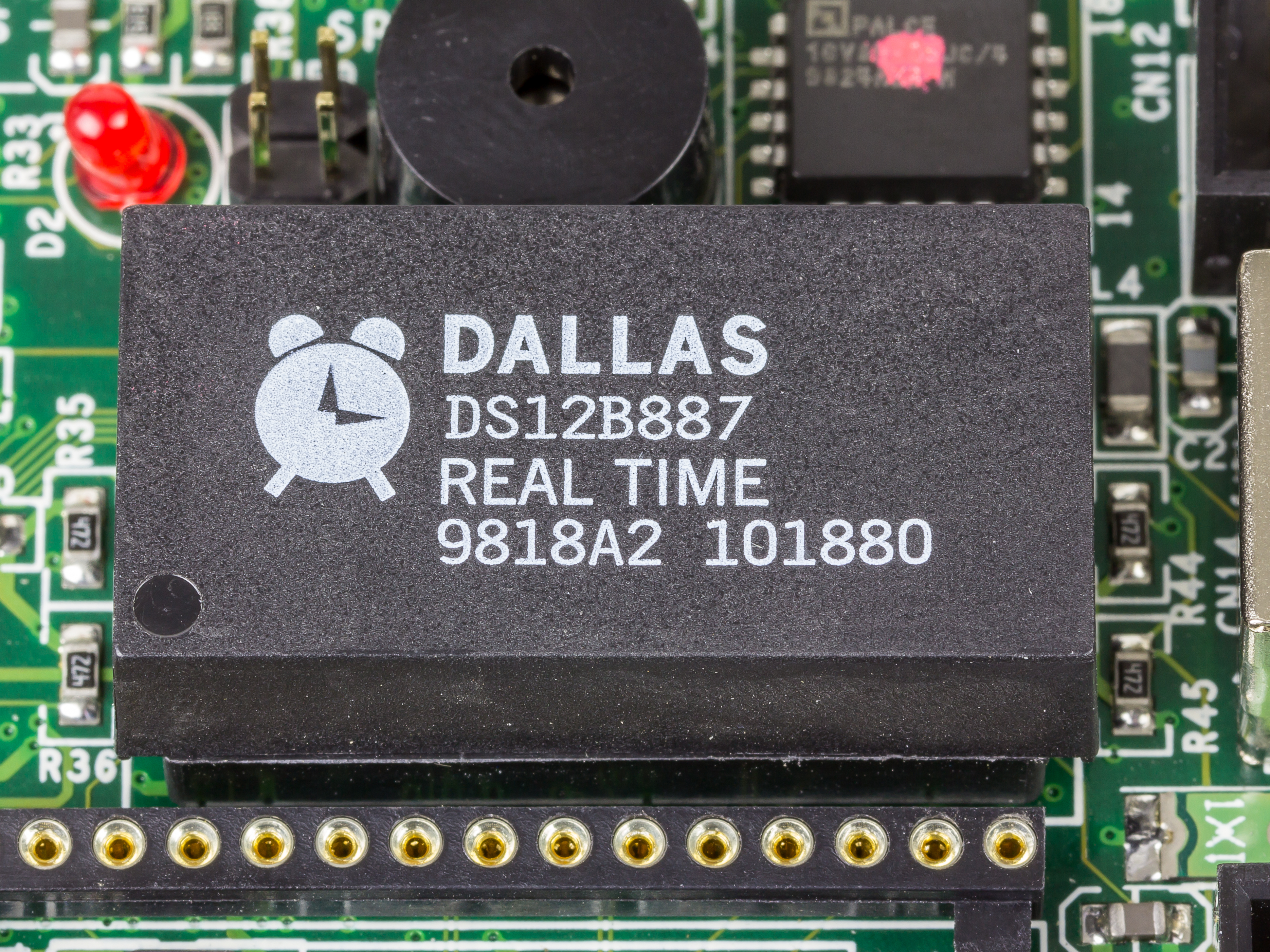
Relógio de tempo real da Dallas Semiconductor num PC antigo. Esta versão também contém uma SRAM alimentada por bateria.

Um relógio de tempo real (RTC ou real-time clock, em inglês) é um relógio de computador (geralmente sob a forma de um circuito integrado) que mantém o controle do tempo presente. Embora o termo frequentemente refira-se a dispositivos em computadores pessoais, servidores e sistemas embarcados, os RTCs estão presentes na quase totalidade dos dispositivos eletrônicos que precisam manter um controle preciso do tempo.

## Terminologia
Em inglês, a expressão "real-time clock" é utilizada para evitar confusão com um outro "clock" também utilizado em computadores. Este último é apenas um padrão de frequência que controla os ciclos da eletrônica digital, e não conta o tempo em unidades humanas.

## Propósito
Embora o controle do tempo possa ser feito sem um RTC, usar um traz benefícios:
- Baixo consumo de energia (importante quando se está operando com baterias)
- Libera o sistema principal para tarefas mais críticas
- Costuma ser mais preciso do que outros métodos (embora o RTC de um computador pessoal seja frequentemente impreciso)

Um recetor GPS pode encurtar seu tempo de inicialização comparando o tempo presente, de acordo com seu RTC, com o tempo em que recebeu um sinal válido pela última vez. Se isso houver ocorrido a umas poucas horas, então a efeméride anterior ainda é utilizável.

## Fonte de alimentação
RTCs frequentemente possuem uma fonte de energia alternativa, de forma que podem continuar a contagem do tempo enquanto a fonte de energia principal está desligada ou indisponível. Esta fonte alternativa é normalmente uma bateria de lítio em sistemas antigos, mas alguns sistemas mais novos usam um supercapacitor, porque eles são recarregáveis e podem ser soldados na placa-mãe. A fonte de energia alternativa também pode abastecer uma SRAM ou outra forma de memória não-volátil.

## Temporização
A maioria dos RTCs usa um cristal de quartzo, mas alguns usam a frequência da corrente elétrica
. Em muitos casos, a frequência do oscilador é de 32,768 kHz. Esta é a mesma frequência usada em relógios a quartzo,e pelas mesmas razões, ou seja, que a frequência é exatamente 215 ciclos por segundo, que é uma taxa conveniente para usar com circuitos contadores binários simples.

## Exemplos

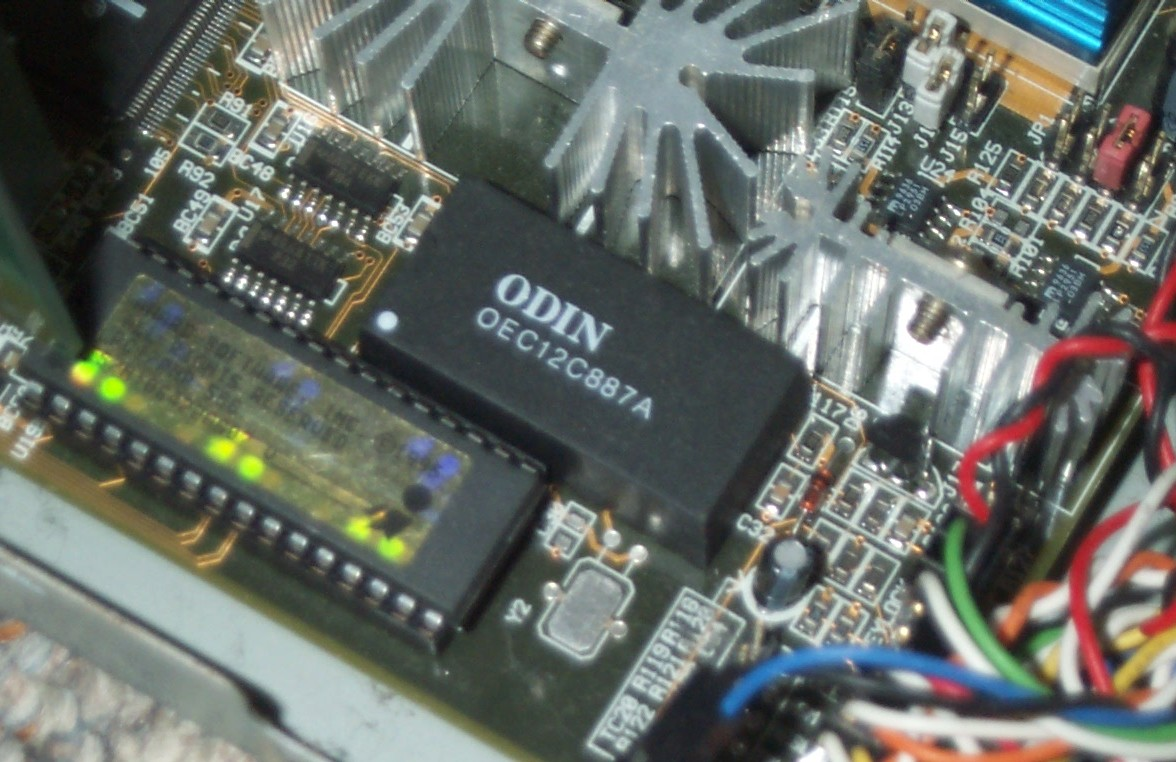
Este chip, rotulado como ODIN, é um equivalente genérico de um RTC Dallas específico.

Muitos fabricantes de circuitos integrados produzem RTCs, incluindo Intersil, Maxim, Philips, Texas Instruments e STMicroelectronics. RTCs em PCs antigos eram frequentemente produzidos pela Dallas Semiconductor, agora uma subsidiária da Maxim, e são facilmente reconhecidos nas placas-mãe por conta da caixinha de plástico preto que protege a bateria e da logomarca gravada nela em silkscreen. Em sistemas mais novos, o RTC está integrado ao chip ponte sul.
Alguns microcontroladores, com muitos recursos e periféricos, possuem um RTC embutido.